# 焦亚-德尔科莱
焦亚-德尔科莱（義大利語：Gioia del Colle），是意大利普利亚大区巴里廣域市的一个市镇。总面积206.48平方公里，人口28017人，人口密度135.7人/平方公里（2009年）。ISTAT代码为072021。